# Дрегушень (Ясси)
Дрегушень, Дрегушені (рум. Drăgușeni) — село у повіті Ясси в Румунії. Входить до складу комуни Дрегушень.
Село розташоване на відстані 295 км на північ від Бухареста, 29 км на південь від Ясс.

## Населення
За даними перепису населення 2002 року у селі проживали 932 особи, усі — румуни. Усі жителі села рідною мовою назвали румунську.